# Elisabeth Domitien

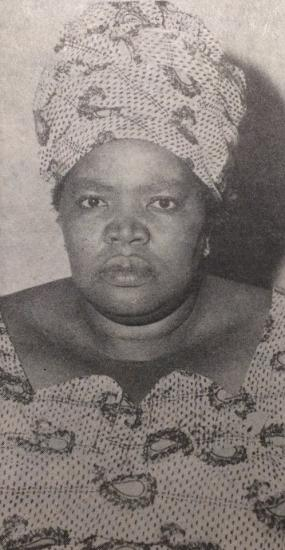
Elisabeth Domitien (1974)

Elisabeth Domitien (* 1925; † 26. April 2005 in Bimbo) war von 1975 bis 1976 Premierministerin der Zentralafrikanischen Republik.

## Politische Laufbahn
Domitien gehörte bereits vor der Unabhängigkeit des Landes von Frankreich 1960 zur Partei Mouvement pour l’évolution sociale de l’Afrique noire (MESAN) des ersten Premierministers Barthélemy Boganda. Sie war mit Boganda, wie auch mit den späteren Präsidenten David Dacko und Jean-Bédel Bokassa verwandt.
Später wurde sie Vizepräsidentin der MESAN, die inzwischen die Einheitspartei des Landes war. Der seit 1966 autoritär regierende Präsident Bokassa ernannte sie am 2. Januar 1975 zur Premierministerin, als das Amt wieder eingeführt wurde. Sie war die erste Frau, die in einem afrikanischen Staat Regierungschef wurde. Ihr Verhältnis zum Präsidenten kühlte ab, als sie öffentlich gegen seinen Plan opponierte, das Land in eine Monarchie umzuwandeln. Sie und ihre inzwischen dritte Regierung wurden am 7. April 1976 entlassen und Ende des Jahres proklamierte der Präsident sich zum Kaiser Bokassa I. Ihr Nachfolger im Amt wurde der spätere Präsident Ange-Félix Patassé.
Bokassa rehabilitierte sie 1979, seine Herrschaft wurde aber durch einen Putsch des ehemaligen Präsidenten David Dacko am 21. September 1979 beendet. Domitien wurde wegen ihrer zeitweiligen Unterstützung Bokassas inhaftiert und angeklagt. Sie verbrachte eine Zeit lang im Gefängnis und nach ihrer Entlassung 1981 wurde ihr jegliche politische Betätigung untersagt und ihr Besitz blieb konfisziert.

## Letzte Jahre
Präsident François Bozizé, der Patassé 2003 gestürzt hatte, berief sie im selben Jahr in die nationale Versöhnungskommission. Zuletzt lebte sie mit drei Neffen in Bimbo in der Nähe von Bangui, wo sie 2005 starb. Ihren Mann und ihre einzige Tochter hat sie überlebt. Obwohl sie Analphabetin gewesen sein soll, galt sie als erfolgreiche Geschäftsfrau. Am 10. Mai 2005 gedachte man ihrer in Anwesenheit Bozizés im Parlament in Bangui.